# Sobór Narodzenia Matki Bożej w Baku
Sobór Narodzenia Matki Bożej – prawosławny sobór w Baku. Należy do eparchii bakijskiej Rosyjskiego Kościoła Prawosławnego.
Sobór został wzniesiony w 1896 za łączną sumę 20 tys. rubli jako pomocnicza cerkiew soboru św. Aleksandra Newskiego. Autor projektu nie jest znany. Przy budynku mieściła się szkoła parafialna. Działała do rewolucji październikowej, kiedy to została zamknięta i zaadaptowana na cele świeckie.
W 1944 cerkiew została zwrócona Rosyjskiemu Kościołowi Prawosławnemu i pełniła funkcję katedry eparchii stawropolskiej i bakińskiej. W 1946 wstawiono do niej dodatkowy ołtarz św. Sergiusza z Radoneża.